# Finn Eces
Finn Eces (Finneces, Finegas, Finnegas; ... – ...) è stato un leggendario poeta e saggio irlandese citato nel ciclo feniano della mitologia irlandese.
Secondo il racconto The Boyhood Deeds of Fionn (L'infanzia di Fionn), è il maestro di Fionn mac Cumhaill.
Per anni il poeta aveva cercato di catturare il Salmone della saggezza, un pesce che avrebbe trasmesso tutto il sapere del mondo alla persona che lo avesse mangiato. Finn Eces non ci riesce fino a quando prende con sé il giovane Fionn. Ma, cucinando il pesce per il suo maestro, Fionn si scotta il pollice e si mette il dito in bocca per alleviare il dolore. Per questo è Fionn che riceve la saggezza del pesce, alla quale può accedere rimettendosi il dito in bocca.